# 凤麟路
凤麟路，中国安徽省合肥市东北城区的一条主干道，下塘镇境内又称凤麟大道。全路分为北中南三段，北段11.2公里为下塘镇城区的 合水路，北起老合水路并线交口，经青杨路、凤庐大道、建业大道、智慧大道、新城大道后止于 合肥都市圈环线下塘枢纽；中段4.6公里原为 合水路一部分，被纳入北城新区后按市政道路管理，起自五湖大道正接 合水路，经稽山路、汤都路、龙湖路、泉阳路后止于 合肥绕城高速北侧的花锦路；南段6.3公里被 合肥绕城高速与双墩老镇区隔开，起自滁河干渠南堤，经梅冲湖路、魏武路、双凤路、东方大道等干道后终于淮南北路正接淮海大道。沿路有念湖公园、安徽师范大学附属长丰下塘实验学校、罗北社区居民委员会、合肥北城站、长丰县凤麟中学、长丰县双墩初级中学、安徽国际商务职业学院新校区、合肥腾飞学校等。

## 轨道交通
- █ 8号线：北城高铁站（在建）